# Milești (okręg Dolj)
Milești – wieś w Rumunii, w okręgu Dolj, w gminie Șimnicu de Sus. W 2011 roku liczyła 621 mieszkańców.